# كتلة التمايز 40
كتلة التمايز 40 (CD40) هو بروتين موجود على سطح الخلايا المقدمة للمستضد له دور مهم في تفعيلها. ارتباط هذا البروتين بعنقود التمايز 154 (CD40L) الموجود على الخلايا التائية يؤدي إلى تفعيل الخلايا المقدمة لمستضد.

## الأمراض
أي خلل في التعبير عن هذا البروتين يؤدي إلى متلازمة فرط الغلوبين المناعي م.